# 夏尔·维克图瓦·埃马纽埃尔·勒克莱尔

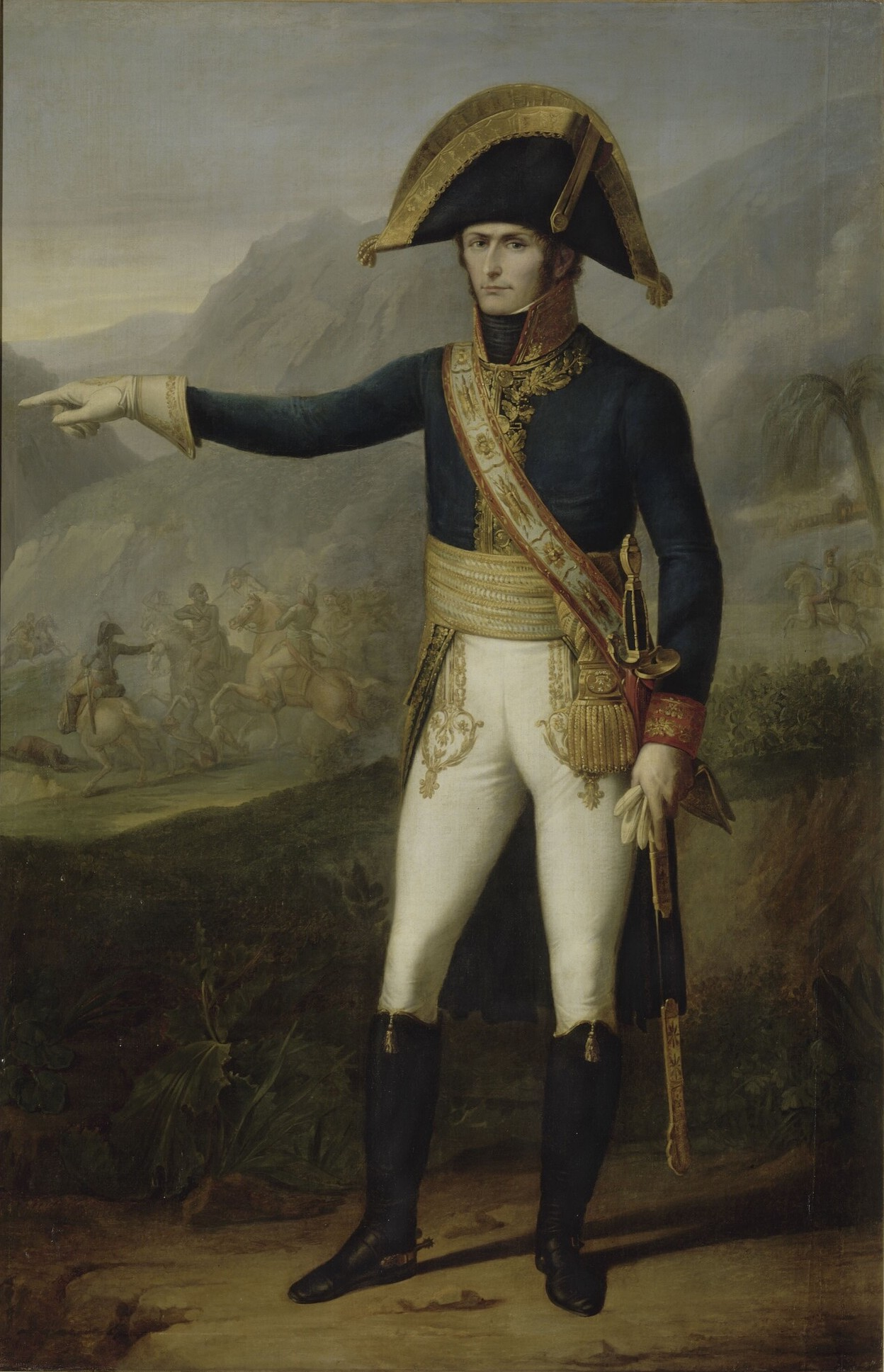
弗朗索瓦·金松繪畫的夏尔·勒克莱尔

夏尔·维克图瓦·埃马纽埃尔·勒克莱尔（法語：Charles Victoire Emmanuel Leclerc，法語發音：[ʃaʁl viktwaʁ emanɥɛl ləklɛʁ]；1772年3月17日—1802年11月1日），法國的將領，拿破崙·波拿巴之妹波利娜·波拿巴的丈夫。
他出生于蓬图瓦兹，是法國資產家之子，在1791年開始軍事生涯，在土倫港之役表現出色能力得到肯定。1797年與波利娜·波拿巴結婚。在他的指揮下，一支遠征軍抓捕並驅逐了海地領導人杜桑·盧維杜爾，這是帝國嘗試重新控制聖多明格的又一次嘗試。勒克莱尔在遠征中死於黃熱病。

## 1801年前
拿破崙打算派遣勒克莱尔為葡萄牙軍的總司令，以迫使它放棄與英國的聯盟，儘管那次遠征從未發生過。

## 聖多明格
1791年，加勒比海聖多明各殖民地的黑人奴隸在與法國革命同時期的海地革命中與法國奴隸主抗衡。著名的反抗領導人杜桑·盧維杜爾曾是奴隸，不久之後加入了法國共和黨。到1801年，盧維杜爾鞏固了他對聖多明格的殖民地的統治。
1801年10月，勒克莱尔被拿破崙派往聖多明各（海地）鎮壓黑奴反叛，並迫使杜桑·盧維杜爾投降，在5月22日逮捕他。
到1802年10月，因為大量黑人軍官叛逃和亨利·克里斯托夫屠殺大量歐洲白人，勒克莱尔寫信給拿破崙提倡滅絕戰爭，他宣稱：「必須摧毀所有山上的黑人男人和女人，除了12歲以下的兒童。必須消滅一半平原的黑人。」但因不適應熱病氣侯，他染上黃熱病，在1802年11月2日病死。
他的遺骨在1804年運回法國，並由他的遺孀埋在他的其中一個莊園。